# Rixa Švédská
Rixa Švédská (polsky Ryksa Szwedska, švédsky Rikissa Valdemarsdotter) (narozena před 1273 – zemřela před 1293) byla manželka knížete Přemysla II. Velkopolského.

## Život
Narodila se jako třetí potomek švédského krále Valdemara Birgerssona a jeho manželky, dánské princezny Žofie Dánské, dcery dánského krále Erika Plovpenninga. Přesné datum jejího narození není známo, ale roku 1273 byla zaznamenána vyjednávání o svatbě s hrabětem Brunswickem. Roku 1275 byl její otec sesazen z trůnu. 11. října 1285 se Rixa stala druhou ženou velkopolského knížete Přemysla II. Svatba se uskutečnila ve švédském Nyköpingu v zastoupení (Thilonem, protonotářem a blízkým spolupracovníkem Přemysla).
Z manželství Přemysla II. a Rixy Švédské se 1. září 1288 narodila jediná dcera Rixa (v Čechách známá pod jménem Eliška Rejčka), pozdější manželka českého a polského krále Václava II., po jeho smrti pak manželka dalšího českého krále Rudolfa I. Habsburského.
Zpráva o narození dcery je rovněž poslední zmínkou dobových pramenů o Rixe Švédské. Zemřela před rokem 1293, poněvadž 13. dubna 1293 se Přemysl II. oženil potřetí s Markétou Braniborskou. Zdá se, že Přemysl II. choval k Rixe hlubší city; svědčí o tom i skutečnost, že 19. dubna 1293 věnoval poznaňskému biskupství vesnici Kobylniki za to, že bude u hrobu Rixy postaráno o věčné světlo. Rovněž projevil přání být po své smrti pohřben po jejím boku v poznaňské katedrále.